# 輿論
輿論（よろん）とは、世の中の多くの人の意見という意味である。
「輿」は1946年公布の当用漢字表に含まれなかったため、「輿論」はほぼ同義で使用されていた「世論」（せいろん、せろん）で書き換えられ、「世論」が「よろん」とも読まれるようになった。「世論」を「よろん」と読むのは湯桶読みに当たる。
今日でも、「輿論」は人々の議論または議論に基づいた意見、「世論」は世間一般の感情または国民の感情から出た意見という定義付けがなされている。

## 中国語
「輿」（神輿（みこし）の「こし」。「与」の本字である「與」とは別字）は、「車軸の上に置いて､その上に人や物をのせる台」、転じて「人や物を載せてかついで運ぶ乗り物」、さらには「みんなの」といった意味が生じ、ここから「世間の人々の意見･考え」を指して「輿論」と呼ぶようになった（藤堂明保『学研漢和辞典』）。
中国では漢語として「輿論」という用語が古くより存在した。一例を挙げれば、唐の李商隠は、その「汝南公の為に赦を賀するの表」の中で、「直言の科（とが）を取れば、則ち輿論を聴く者、算（かぞ）うるに足らず、宥過の則を設くれば、則ち郷議を除く者、未だ儔（ともがら）とすべからず」と述べている。また、その語義を明代の『類書纂要』は、「輿論とは、輿は衆なり、衆人の議論を謂うなり」と説明している。さらに、輿論と同様の意味で、『晋書』の「王沈伝」では、「輿人之論」という用語が使用されている。「輿人」とは、衆人、つまり多くの人々のことを言うので、「輿論」と同義語であることが分かる。

## 日本語の「世論」と「輿論」の区別
井上十吉の『新訳和英辞典』（1909年、明治42年）は、「輿論」の訳語として「Public opinion; the popular voice」を、「世論」の訳語として「Public opinion」を挙げた。山口造酒，入江祝衛の『註解新和英辞典』(1907年)は、「輿論」の訳語として「Public opinion, public voice, public cry」を挙げた。国語辞典『言海』にも「輿論」のみがあり、「世論」がない。
佐藤卓己によれば、日本で、「輿論」と「世論」は大正期までかなり明確に区別されて使用されており、「輿論」（よろん）は理性的・公的関心なもの、「世論」（せろん、せいろん）は情緒的・私的なものだという。西部邁は輿論を歴史に裏打ちされたもの、世論を一時の流行に過ぎないものとした。
「輿論の世論化」は第一次世界大戦から話題になった。